# Ludwik Margules
Pour les articles homonymes, voir Margules.
Ludwik Margules (né le 15 décembre 1933 à Varsovie, Pologne - décédé le 7 ou 10 mars 2006 à Mexico) est un metteur en scène de théâtre, acteur, réalisateur, scénariste et producteur de cinéma mexicain. Il fonda le Forum du Théâtre Contemporain en 1991. Il dirigea plus de quarante pièces et opéras.

## Filmographie au cinéma

### Comme acteur
- 1972 : Tú, yo, nosotros de Gonzalo Martínez, Juan Manuel Torres et Jorge Fons
- 1974 : Cinco mil dolares de recompensa de Jorge Fons
- 1977 : Cuartelazo d'Alberto Isaac
- 1977 : El mexicano de Mario Hernández
- 1997 : La crisalida de Walter de la Gala

### Comme réalisateur
- 1977 : Cuaderno veneciano
- 1980 : La madrugada
- 1981 : En clave del sol

### Comme scénariste
- 1981 : En clave del sol de lui-même

### Comme producteur
- 1977 : Cuaderno veneciano de lui-même